# Risnosen
Risnosen är ett naturreservat i Ljusdals kommun i Gävleborgs län.
Området är naturskyddat sedan 2006 och är 347 hektar stort. Reservatet omfattar berg och natur kring Risnostjärnen och består av stormdrabbad barrblandskog. 